# Quentin de Saint-Quentin
Pour les articles homonymes, voir Saint-Quentin (homonymie) et Quentin (homonymie).
Quentin (en latin Quintinus) aurait été un apôtre originaire de Rome, envoyé en Gaule du Nord, dans le courant de la seconde moitié du IIIe siècle, pour l’évangéliser. Il aurait été martyrisé sous le règne des empereurs romains Dioclétien et Maximien en 287. Il est reconnu saint par l'Église catholique et fêté le 31 octobre.

## Histoire
Grégoire de Tours dans son livre sur les martyrs (In gloria martyrum), écrit avant la fin du VIe siècle, donne un résumé de l’inventio (découverte) de la dépouille de Quentin en tous points conforme au texte hagiographique qui nous est parvenu. L’existence d’un texte antérieur, perdu, est donc probable.
Les versions les plus anciennes des récits de la Passio (Passion ou martyre) de Quentin et de l’inventio prima  de sa dépouille, ont été rédigées entre le milieu du VIIe siècle et le début du VIIIe siècle. Ces récits sont remplis de poncifs hagiographiques qui ont conduit à mettre en doute leur valeur historique. Quoi qu’il en soit, l’archéologie vient de confirmer l’ancienneté du culte de saint Quentin (voir plus bas, la seconde inventio).

### Lapassion, récit du martyre
Quentin aurait été le fils du sénateur Zénon. Il partit de Rome et arriva en Gaule belgique avec douze compagnons parmi lesquels Lucien qui aurait connu le martyre près de Beauvais. Quentin se rendit à Amiens où il prêcha l’Évangile mais sa renommée aurait attiré l'attention du vicaire du préfet romain Rictiovarus. Arrêté, il fut torturé, mais refusa d’abjurer sa foi. Le préfet décida alors de l’emmener à Reims, la capitale de la Gaule belgique, pour l’y faire juger,,. Mais, en route, parvenu dans une ville appelée Augusta Viromanduorum (devenue Saint-Quentin), Quentin, échappé miraculeusement, recommença sa prédication. Rictiovarus décida alors d’en finir : Quentin fut torturé de nouveau, puis décapité. Son corps fut jeté par les soldats romains dans les marais qui entourent la Somme, dans le plus grand secret,.

### Premièreinventio
Selon l’inventio, c’est cinquante-cinq ans plus tard qu’Eusébie, une riche aveugle, venue de Rome à la suite d’un songe, se rend à Augusta Viromanduorum pour retrouver la dépouille de Quentin. L’endroit exact était inconnu, mais à la suite de ses prières, Eusébie est guidée vers le bon endroit, où le corps et la tête  du martyr ressurgissent des eaux, miraculeusement intacts. Lors du transfert du corps, qu’Eusébie souhaitait faire ensevelir à Vermand, les bœufs le transportant s’arrêtent en haut d’une colline près d’Augusta Viromanduorum. Interprétant ce signe comme la manifestation d'une volonté supérieure, Eusébie fait enterrer Quentin à cet endroit, construit une chapelle et recouvre la vue,.

### Secondeinventio
La Vie de saint Éloi (principalement écrite au VIIe siècle) dit que l’emplacement exact de la tombe avait été oublié et que l’évêque saint Éloi , après plusieurs jours de fouille dans l’église, retrouve finalement le tombeau, d’une façon miraculeuse, et quand il l’ouvre, le ciel nocturne est éclairé d’une grande lumière et une agréable odeur de sainteté se répand dans l’église. 
Cette seconde inventio se serait produite vers 650.
Les recherches archéologiques récentes montrent que ce récit hagiographique est improbable, car l'emplacement de la tombe était matérialisé, à l'intérieur de l'église, depuis le milieu du IVe siècle, par un monument de bois, puis de pierre[réf. nécessaire].
L’édifice, successivement agrandi est à l’origine de l’actuelle basilique Saint-Quentin devenu l’un des plus vastes édifices gothiques français.

## Notoriété et culte

### Culte
Le culte de saint Quentin a été important au cours du Moyen Âge, en particulier dans le Nord de la France. Cela apparaît clairement dans le cycle hagiographique élaboré autour du persécuteur Rictiovarus (cf. Le Cycle de Rictiovar défini par Camille Jullian, cité en référence), qui est visiblement démarqué du corpus hagiographique de saint Quentin. En effet, les hagiographes du haut Moyen Âge qui ont rédigé les Vies de saints supposés contemporains Crépin et Crépinien de Soissons, Valère et Rufin de Bazoches (Aisne), Fuscien, Victoric et Gentien de Sains-en-Amiénois (Somme), Macre de Fismes (Marne) et de l’enfant Juste de Beauvais de Saint-Just-en-Chaussée (Oise), se sont référés au texte concernant saint Quentin. Cela démontre la grande renommée de ce saint à l’échelle régionale.
Le tombeau était un lieu de pèlerinage important depuis le VIe siècle au moins (cf. Grégoire de Tours, cité plus haut qui rapporte un miracle survenu à la suite d'une prière faite sur la tombe du martyr). L’action de saint Éloi l’a rendu plus célèbre encore. L’évêque a non seulement procédé à l’élévation des reliques (déposées dans une chasse fabriquée de ses mains), mais il a agrandi l’église. Ensuite, la diffusion de sa Vie, qui rapportait la découverte « miraculeuse » de la tombe du martyr, ainsi que celle du texte hagiographique de saint Quentin, rédigé vers la même époque (seconde moitié du VIIe siècle ou au début du suivant) ont étendu la renommée du saint au-delà des limites régionales. Il n’est donc pas étonnant que l’église de Saint-Quentin ait été hautement favorisée par les Carolingiens, puis par les puissants comtes de Vermandois (l’église de Saint-Quentin a été l’une des plus riches de Picardie).

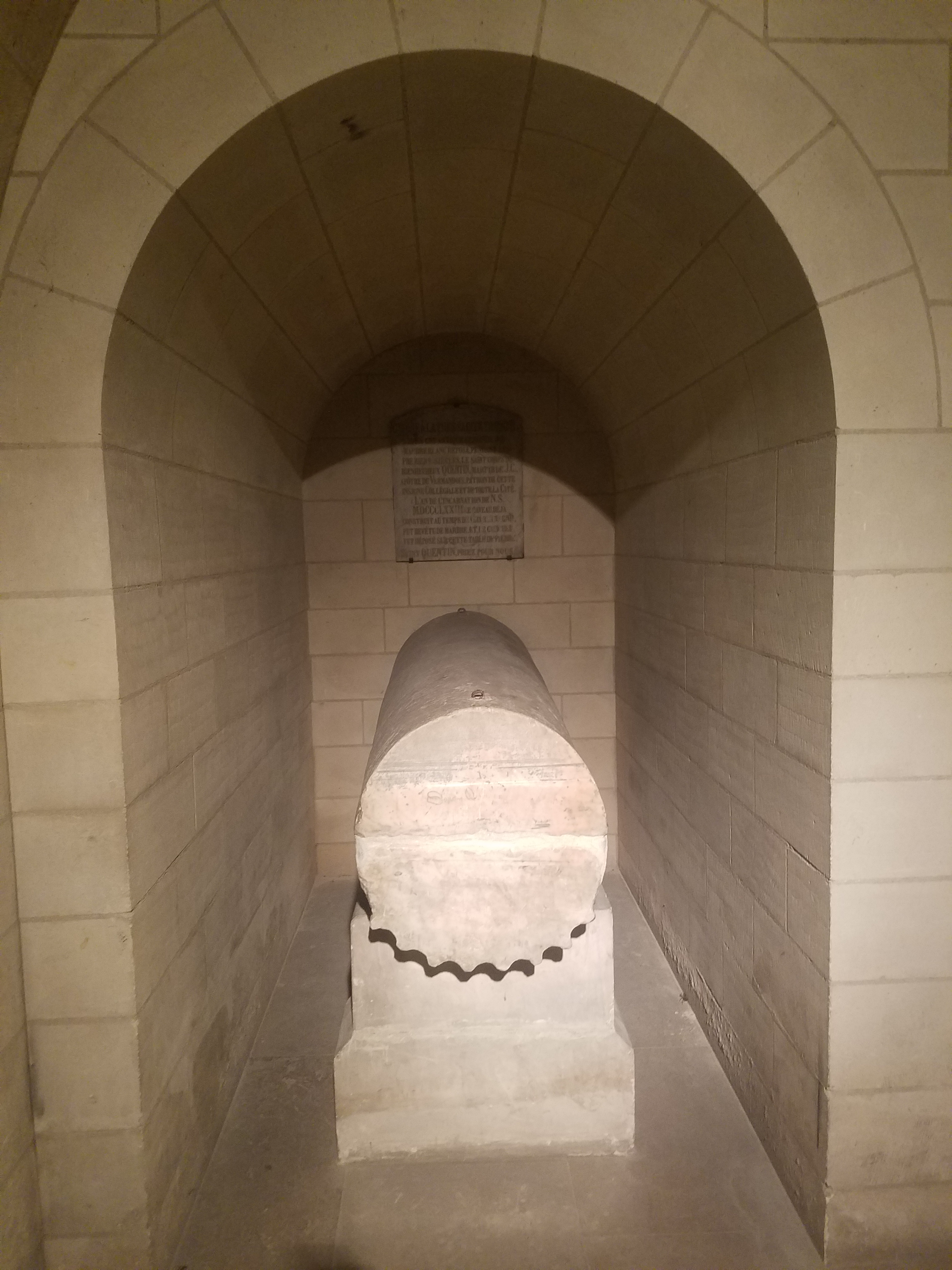
Sarcophage de saint Quentin, Antiquité tardive (crypte de la basilique de Saint-Quentin).
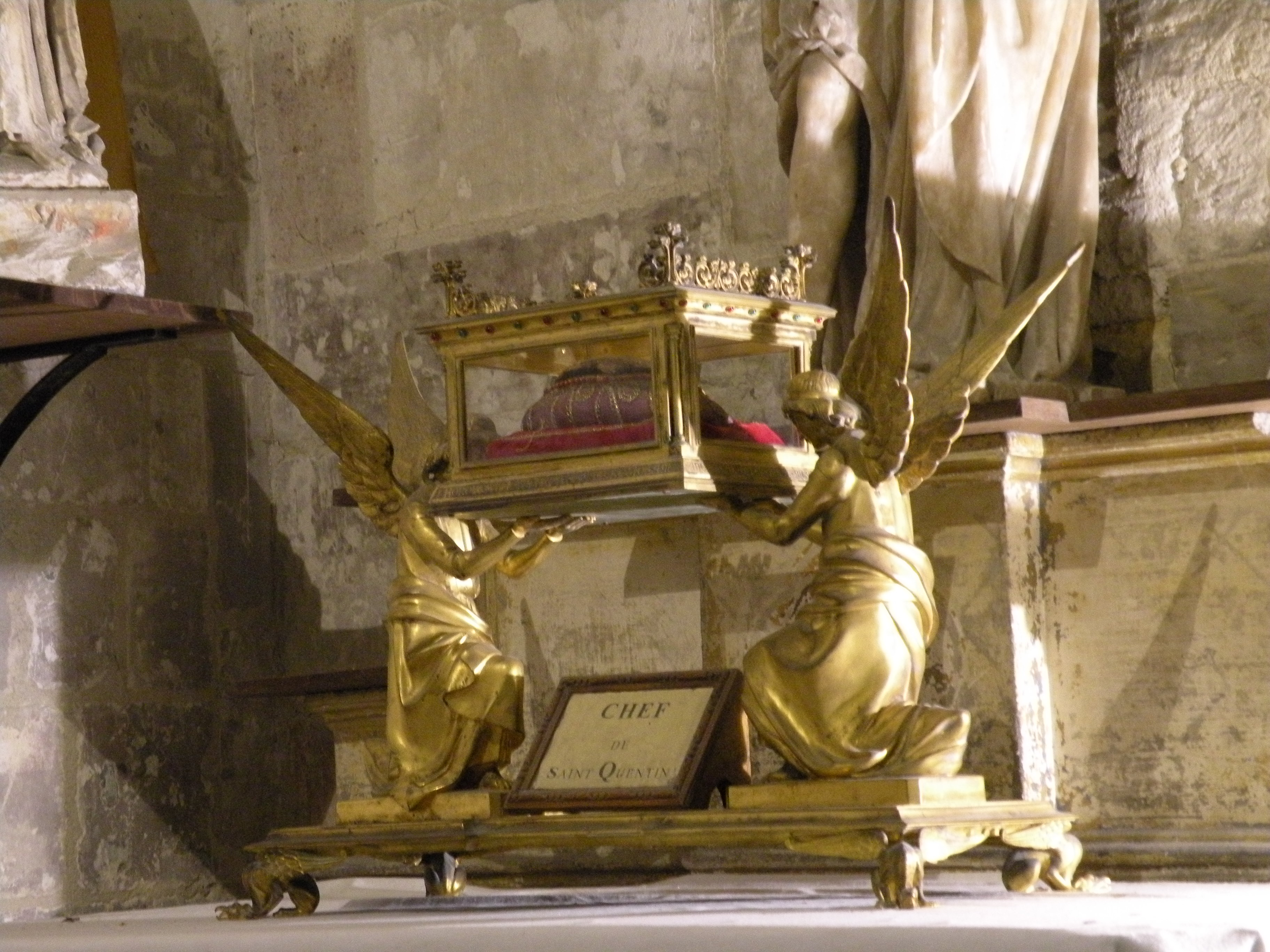
Reliquaire-monstrance du chef de saint Quentin, 1922 (basilique de Saint-Quentin).
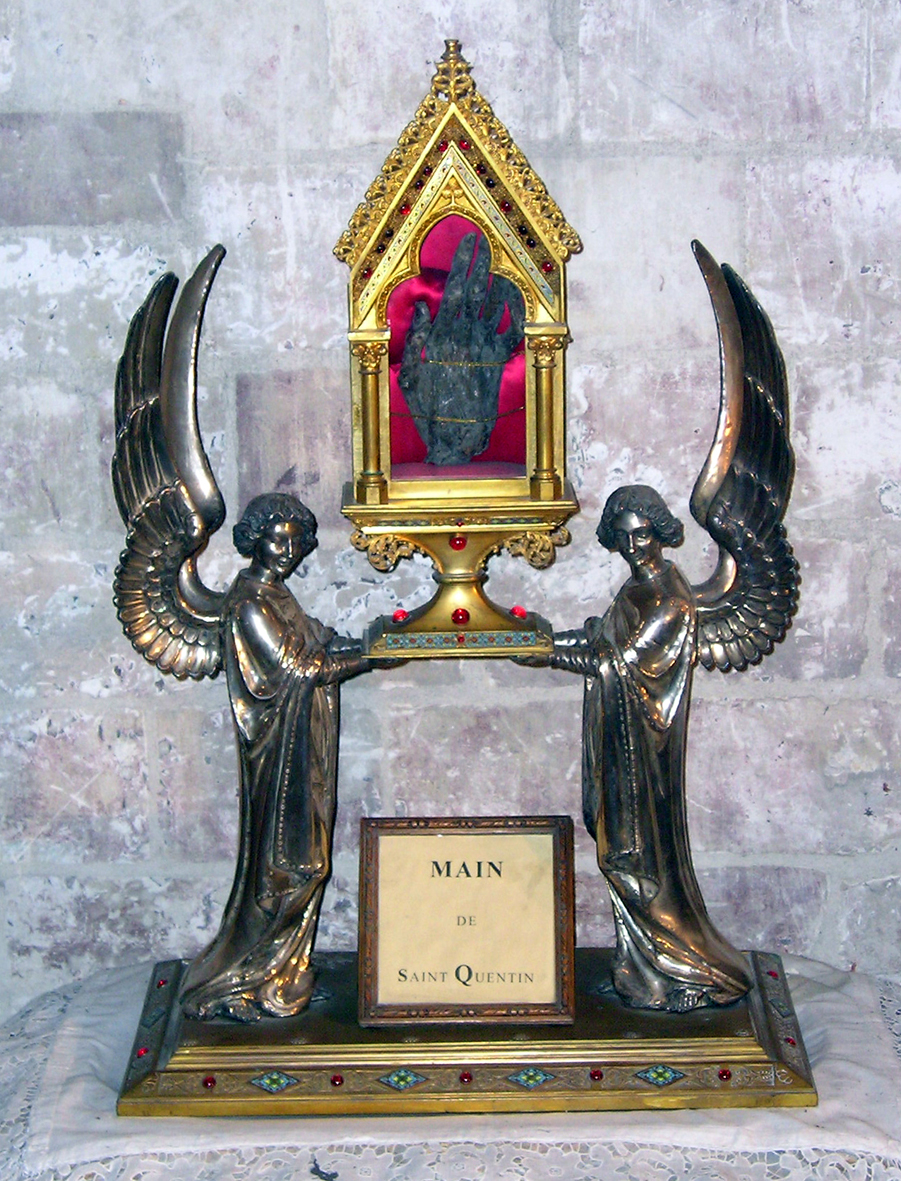
Reliquaire-monstrance de la main de saint Quentin, P. H. Brunel, 1925 (basilique de Saint-Quentin).

La main rendue au XVIIe siècle après un vol de reliquaire pendant les guerres de Religion, n'est en fait pas la main d'origine car elle a été datée des XVe-XVIe siècles[réf. nécessaire].
Une (ou plusieurs) reliques de Quentin ont très probablement été envoyées à Autun lorsque l'abbé de Saint-Quentin demanda à l'évêque des Éduens, Modon, de lui transmettre des reliques de saint Cassien d'Autun, au IXe siècle. En effet une église Saint-Quentin fut bâtie à Autun, près de la cathédrale, à la même période. Les reliques de Cassien partagent aujourd'hui avec celles de Quentin une chapelle de sa basilique.
Le culte était marqué par trois célébrations principales  : 31 octobre : martyre ; 24 juin : première inventio ; 3 janvier : seconde inventio.

### Iconographie
- Enluminures du manuscrit du XIIe siècle de la basilique de Saint-Quentin
- Sculpture du porche sud du transept de la cathédrale de Chartres où il est représenté attaché au poteau de torture, soumis au supplice des clous
- Statue polychrome du XVIe siècle au musée Tavet-Delacour à Pontoise, représenté assis, un clou dans chaque épaule.

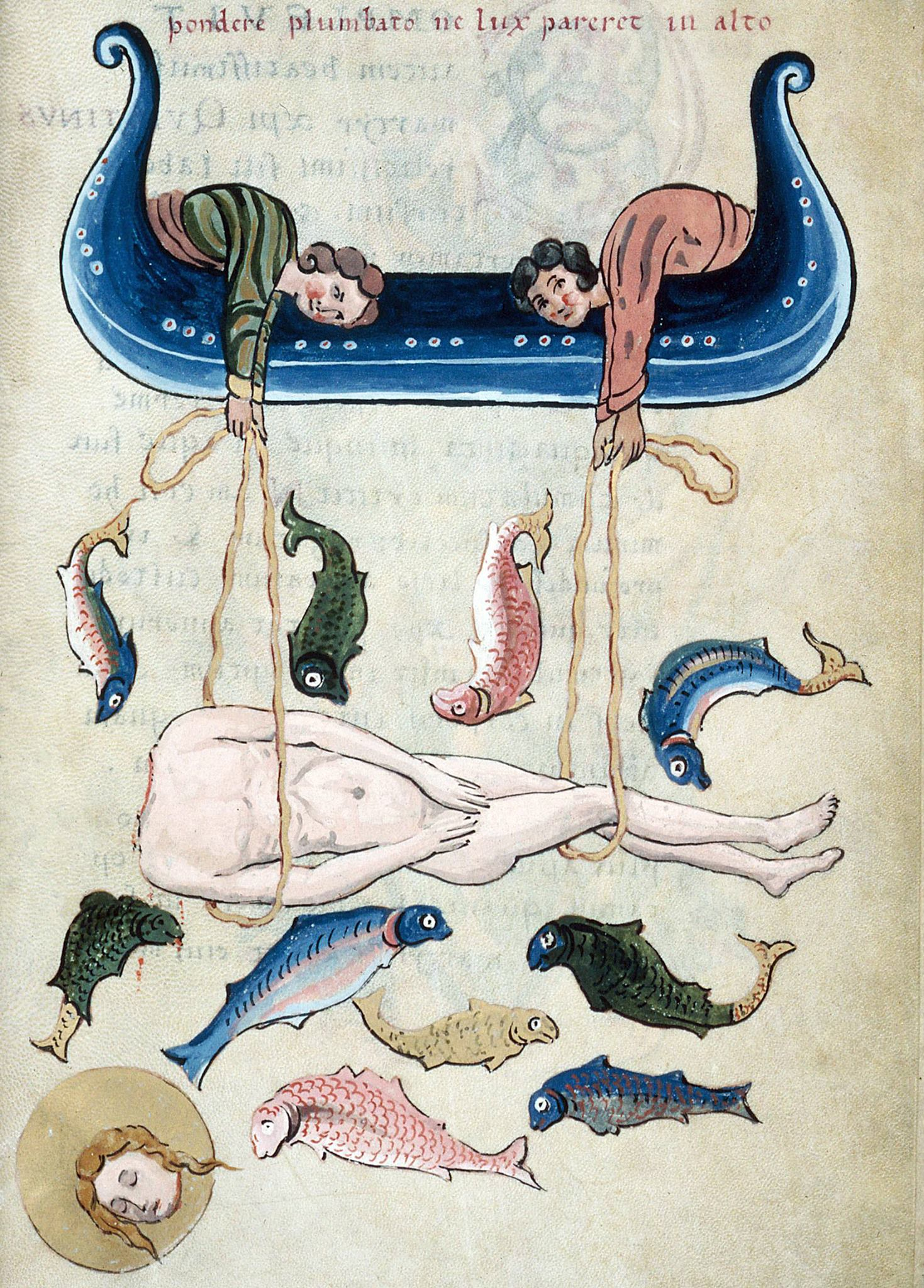
« Découverte du corps et du chef de saint Quentin. » Vita et miracula s. Quintini, ca. 1100, musée Antoine-Lécuyer, Saint-Quentin.
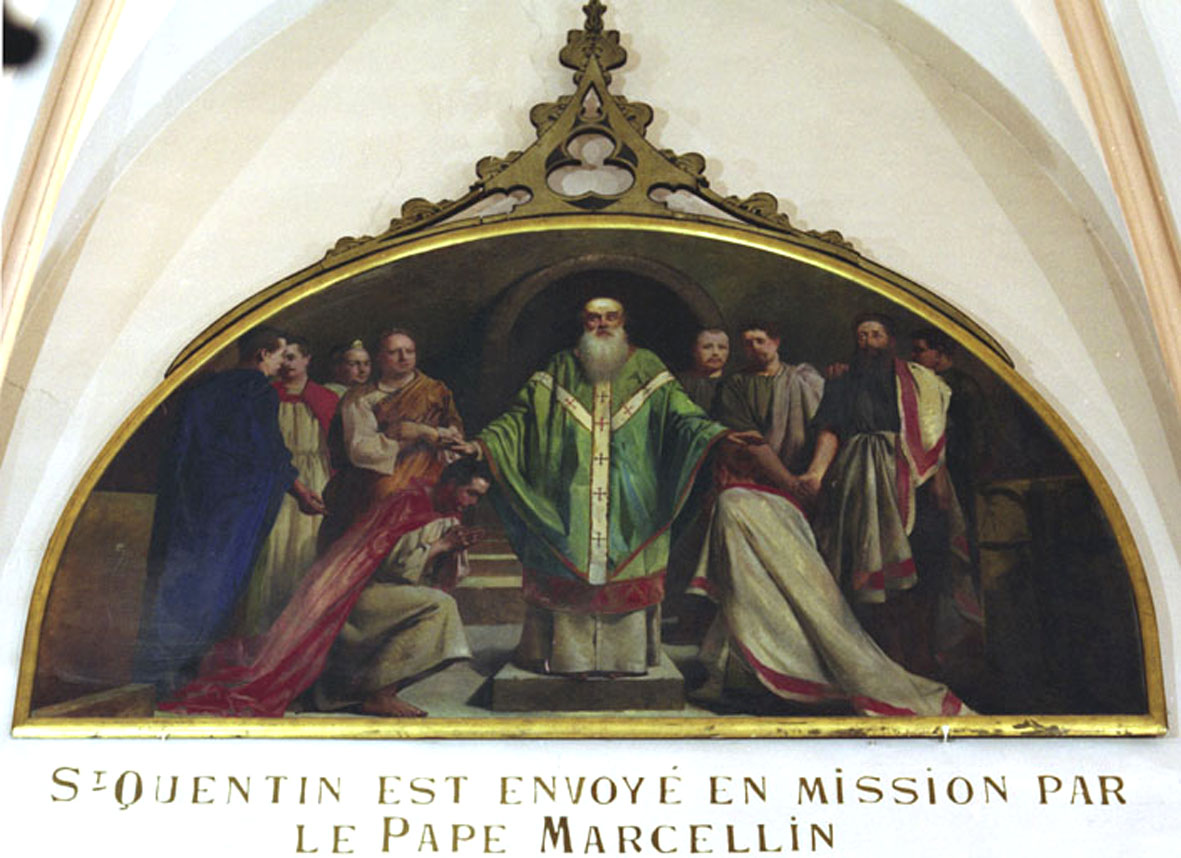
Quentin envoyé en mission (1893-1898), église Saint-Quentin d'Avelin (Nord).
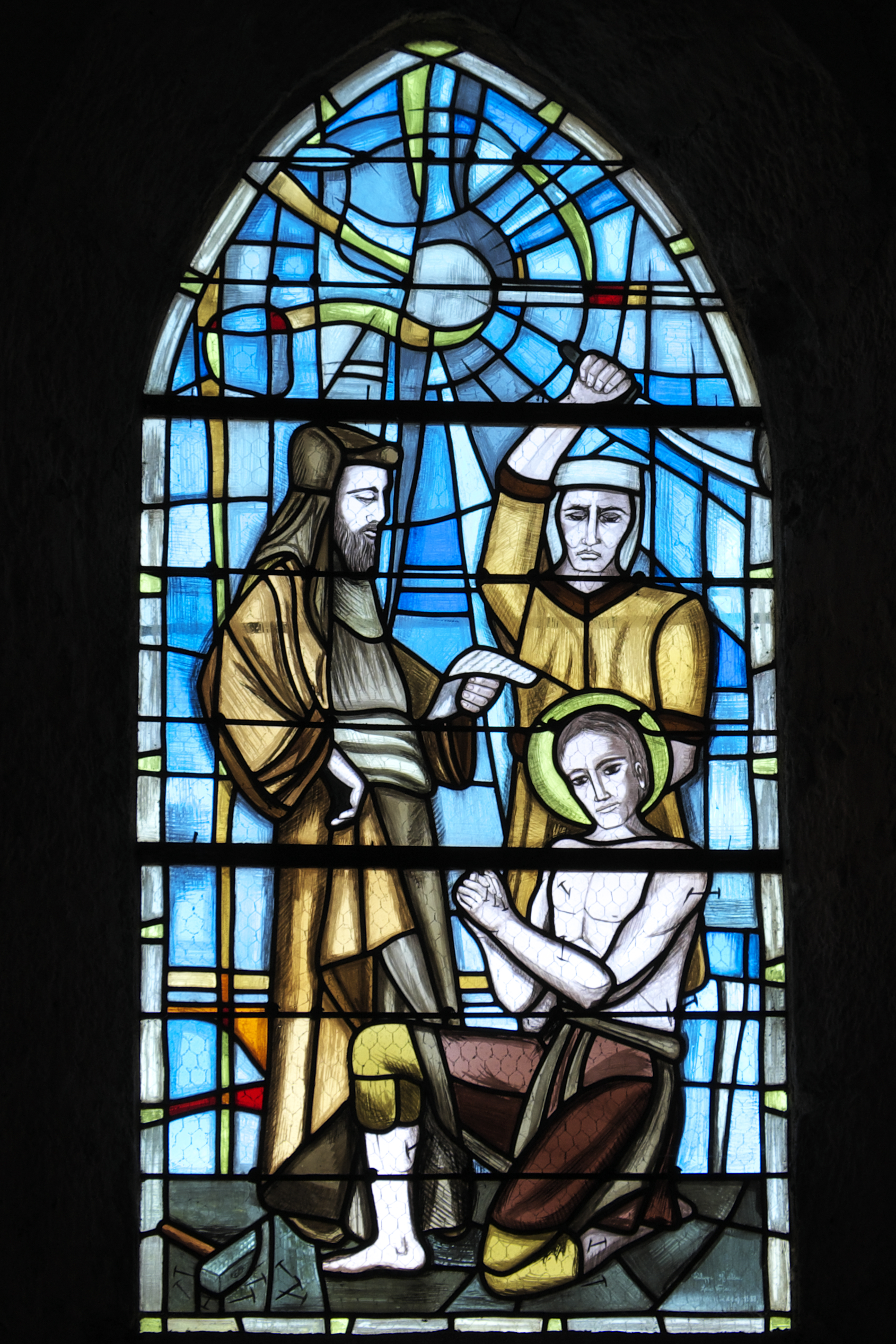
Martyre de saint Quentin, Brières-les-Scellés (Essonne).
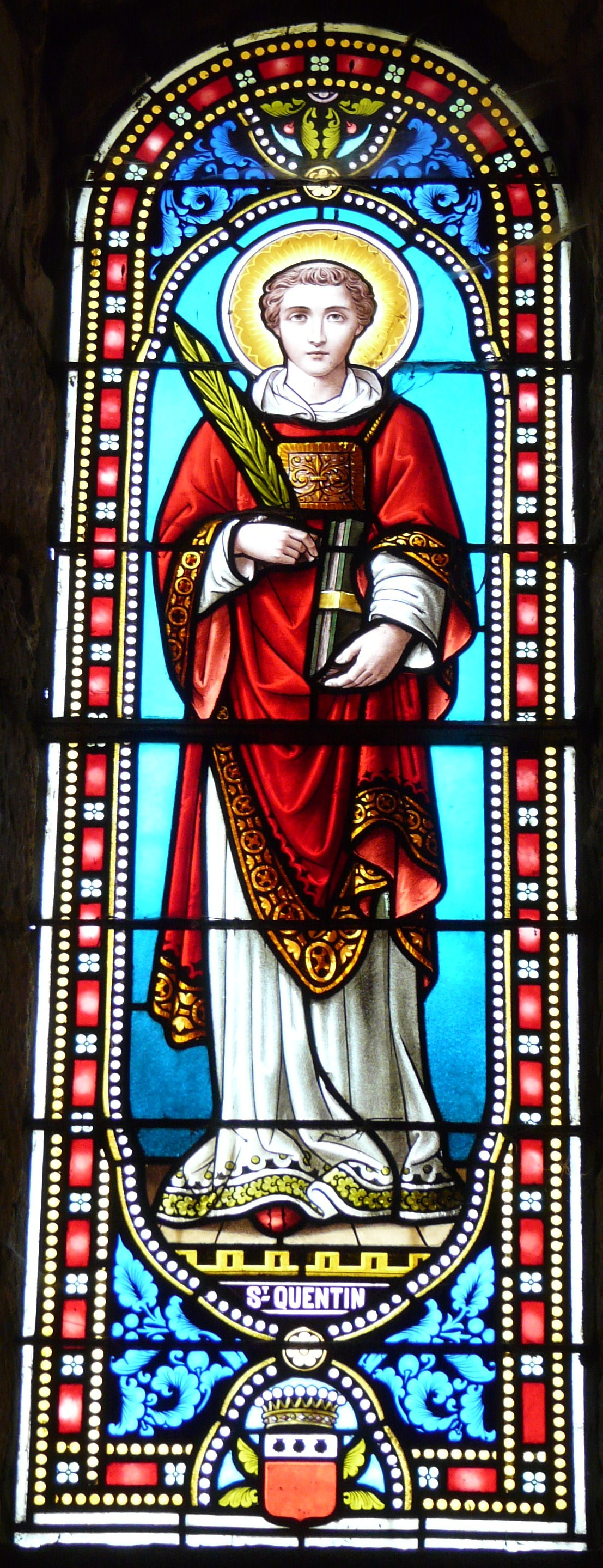
Saint Quentin, église de Marcillac-Saint-Quentin (Dordogne).
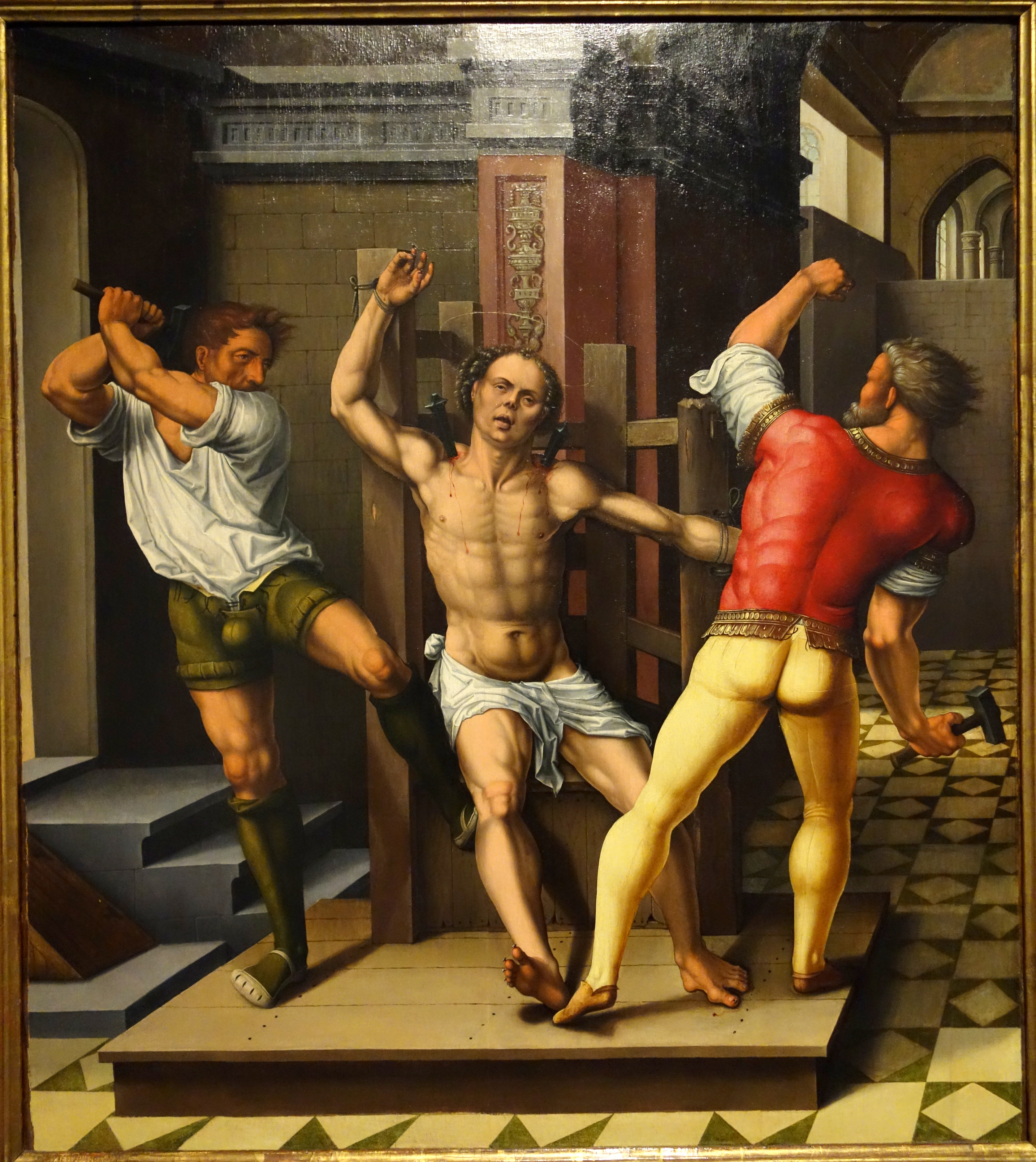
Martyre de saint Quentin, Musée M de Louvain (Belgique).
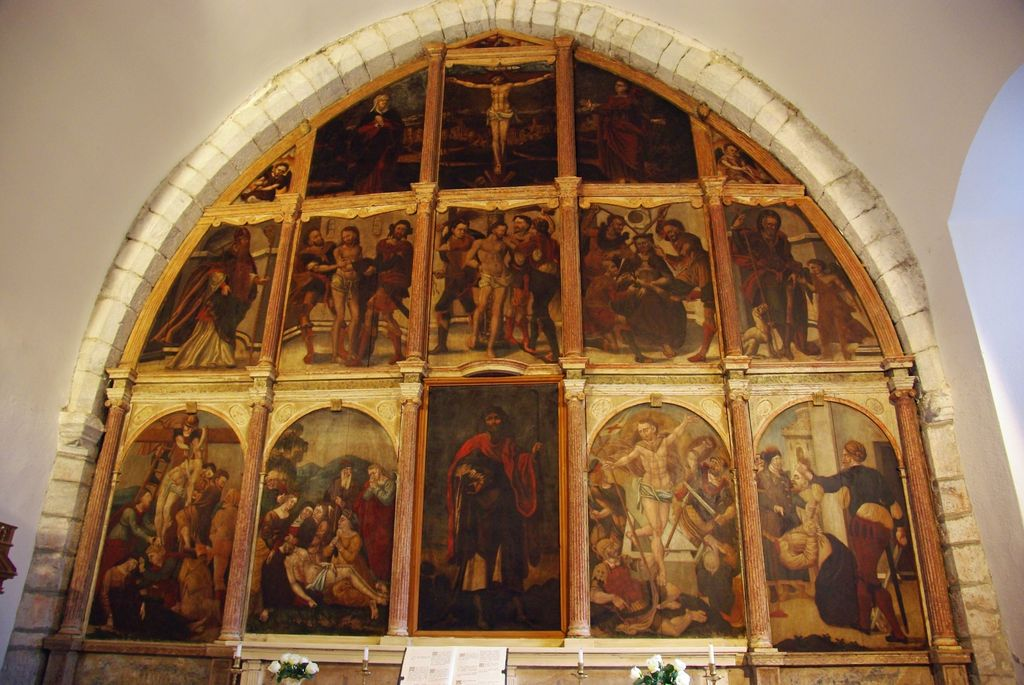
Le retable de 15 tableaux.

Le retable représente des scènes de la passion de Jésus-Christ, saint Roch (2e registre (au milieu), 5e tableau à droite), et saint Quentin (3e registre (en bas), 3e tableau au centre, et du 4e au 5e à droite, le martyre de saint Quentin). Chapelle Saint-Quentin de Galey, Ariège.

### Patronage

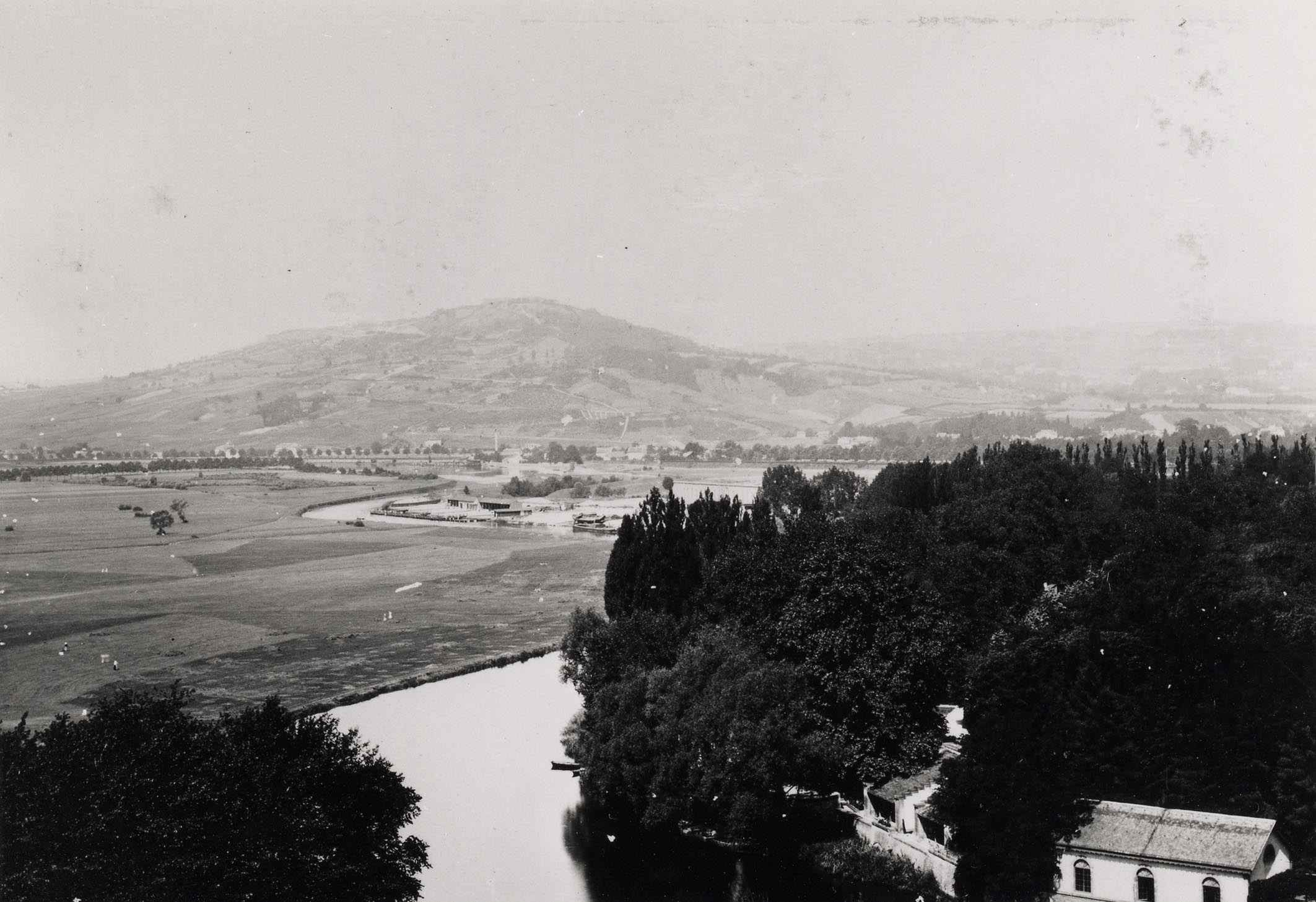
Le mont Saint-Quentin en 1904.

- Saint Quentin est patron du Vermandois.
- Saint Quentin est le patron de la ville d'Amélie-les-Bains dans les Pyrénées-Orientales.
- Saint Quentin est le patron de la commune de Chermignac en Charente-Maritime
- Saint Quentin est le saint tutélaire de la colline qui domine Metz en Moselle

## Sources
- Père Benjamin Bossue, "De S. Quintino martyre Augustae Viromanduorum in Gallia", Acta Sanctorum, oct. t. XIII, 1883, p. 725-820.
- Camille Jullian, "Notes gallo-romaines. C. Questions hagiographiques. Le cycle de Rictiovar", Revue des études anciennes, 25, 1923, p. 367-378.
- Jean-Luc Villette, Hagiographie et culte d’un saint dans le haut Moyen Âge : saint Quentin, apôtre du Vermandois, VIe-XIe siècle. 2 vol, thèse de IIIe cycle, université Paris-X-Nanterre, 1982, 598 p.
- Jean-Luc Villette, Passiones et inventiones S. Quintini, l’élaboration d’un corpus hagiographique du haut Moyen Âge, Vies de saints dans le Nord de la France (VIe – XIe siècles), Mélanges de science religieuse, t. 56, 1999, n°2, p. 49-76.
- André Balent, « Les empreintes de Sant Quintí (Latour-de-Carol). Limites paroissiales au Moyen Âge et conflits territoriaux lors de la partition politique de la vallée de Carol (Cerdagne) en 1836-1838 », dans Roches ornées, roches dressées : Aux sources des arts et des mythes. Les hommes et leur terre en Pyrénées de l'Est. Actes du colloque en hommage à Jean Abélanet, Perpignan, Presses universitaires de Perpignan, 2005 (ISBN 9782354123192, DOI 10.4000/books.pupvd.4273)